# Ferdinand Hodler
Ferdinand Hodler (Berna, 14 de março de 1853 – Genebra, 19 de maio de 1918) foi um pintor suíço precursor da pintura expressionista.

## Vida
Ferdinand Hodler era o mais velho de cinco crianças. Seu pai, Jean Hodler, era carpinteiro; sua mãe, Marguerite Neukomm, vinha de uma família de camponeses.
Aos oito anos de idade, Hodler perdeu o pai e dois irmãos mais novos, vítimas da tuberculose.  Sua mãe casou-se novamente com um pintor decorativo chamado Gottlieb Schüpach; que já tinha cinco filhos de um casamento anterior.
As finanças da família eram precárias, e Hodler, então com nove anos de idade, foi contratado para auxiliar seu padrasto na pintura de placas e outros projetos comerciais.
Após a morte de sua mãe por tuberculose em 1867, Hodler foi enviado a Thun para ser aprendiz de um pintor local, chamado Ferdinand Sommer. Em 1871, aos 18 anos, transferiu-se para Genebra, tornando-se aluno do pintor Barthélemy Menn por volta de 1873.
Fez uma viagem a Basiléia em 1875, onde estudou as pinturas de Hans Holbein. Posteriormente viajou para Madrid em 1878, onde ficou por vários meses e estudou as obras de grandes mestres como Ticiano, Poussin e Velázquez no Museu do Prado.
Em 1884, Hodler conheceu Augustine Dupin (1852-1909), que se tornou sua companheira e modelo ao longo dos próximos anos. O seu filho Hector nasceu em 1887.
Em 1889 casou-se com Bertha Stucki, mas o casamento acabou já em 1891. Em 1898, Hodler casou-se com Berthe Jacques.
Os seus primeiros trabalhos foram retratos, paisagens e pinturas de gênero num estilo realista; mas na última década do século XIX, seu estilo evoluiu para combinar novas influências, aproximando-se dos simbolistas e da Art Nouveau, adotando porém uma forma pessoal que enfatizava a simetria e o ritmo; a qual ele denominou "paralelismo".
Em 1890 concluiu sua obra intitulada “Noite”, exibida no Salon de Paris; onde atraiu atenção favorável do público e foi defendida por Puvis de Chavannes e Rodin.
Hodler executou também diversas pinturas históricas de grande escala. Em 1897 ele aceitou uma comissão para pintar uma série de grandes afrescos para a sala de armas do Schweizerisches Landesmuseum em Zurique. As composições que ele propôs, incluíam a “Batalha de Marignano”, que descrevia uma derrota histórica dos suíços. Considerados controversos por suas imagens e estilo, Hodler não teve permissão para executar os afrescos até 1900.
Ainda em 1900, Hodler exibiu três grandes obras – “Noite”, “Euritmia” e “Dia” - na Exposição Universal de Paris, onde foram premiadas. Ele foi convidado a juntar-se aos grupos da Secessão de Berlim e da Secessão de Viena. Em 1904, exibiu 31 obras em Viena, o que lhe trouxe maior reconhecimento e um sucesso de vendas que finalmente aliviou sua pobreza.
O trabalho de Hodler nos primeiros anos do século XX assumiu um aspecto expressionista com figuras fortemente coloridas e geométricas.
Em 1908, conheceu Valentine Godé-Darel, que se tornou sua amante. Ela foi diagnosticada com câncer em 1913, e as muitas horas que Hodler passou ao lado da cama resultaram numa série notável de pinturas documentando seu declínio frente à doença. Valentine morreu em janeiro de 1915, deixando-o profundamente abalado.
Hodler morreu em 1917, em decorrência de um edema pulmonar. Atualmente ele é o pintor suíço mais conhecido do Século XIX.
Grande parte do seu trabalho está exposto em coleções públicas na Suíça. Outras coleções com grandes obras incluem o Musée d'Orsay, em Paris, o Metropolitan Museum of Art, de Nova York, e o Art Institute of Chicago.

## Galeria

Retratos
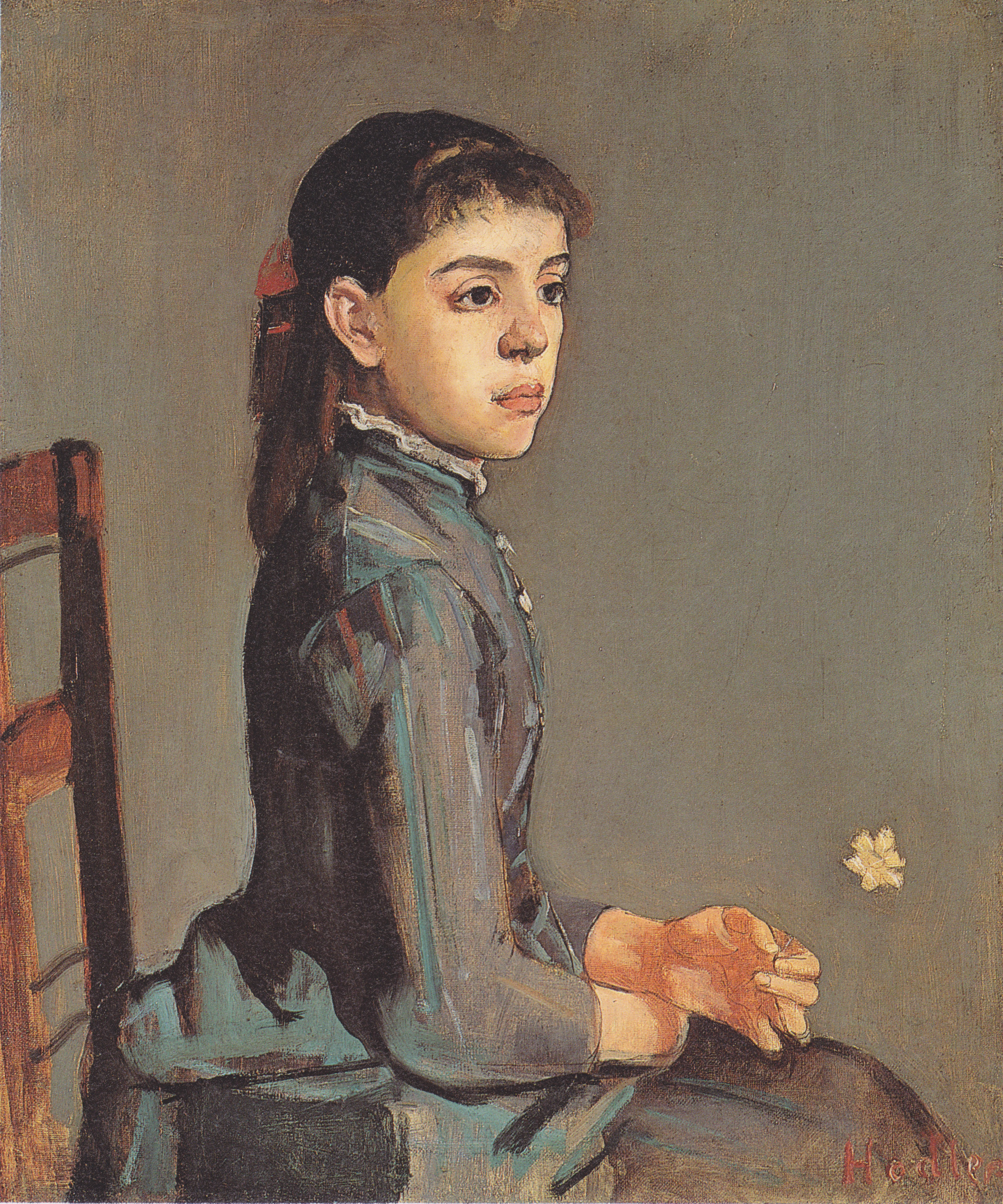
Retrato de Louise-Delphine Duchosal, 1885
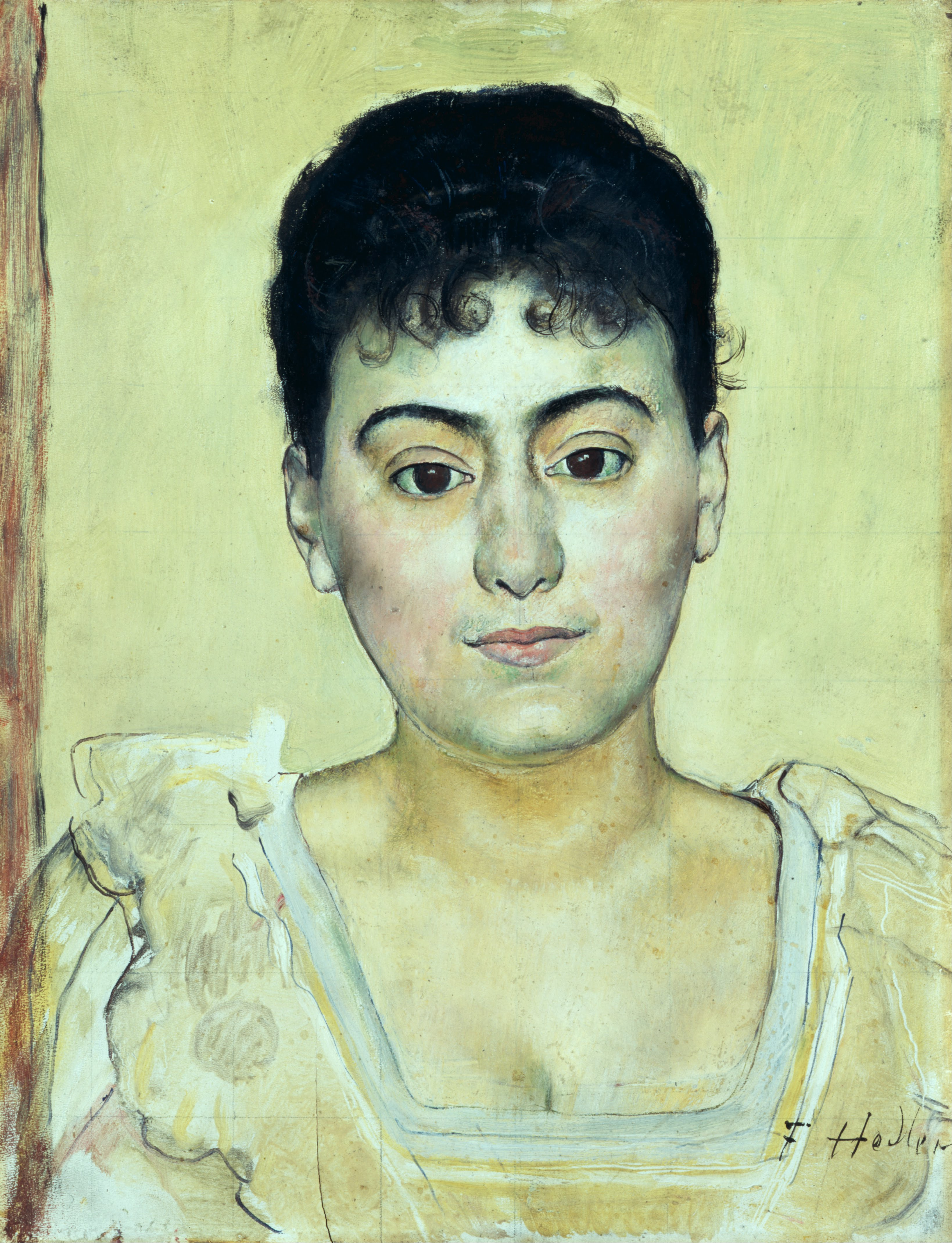
Madame de R., 1893
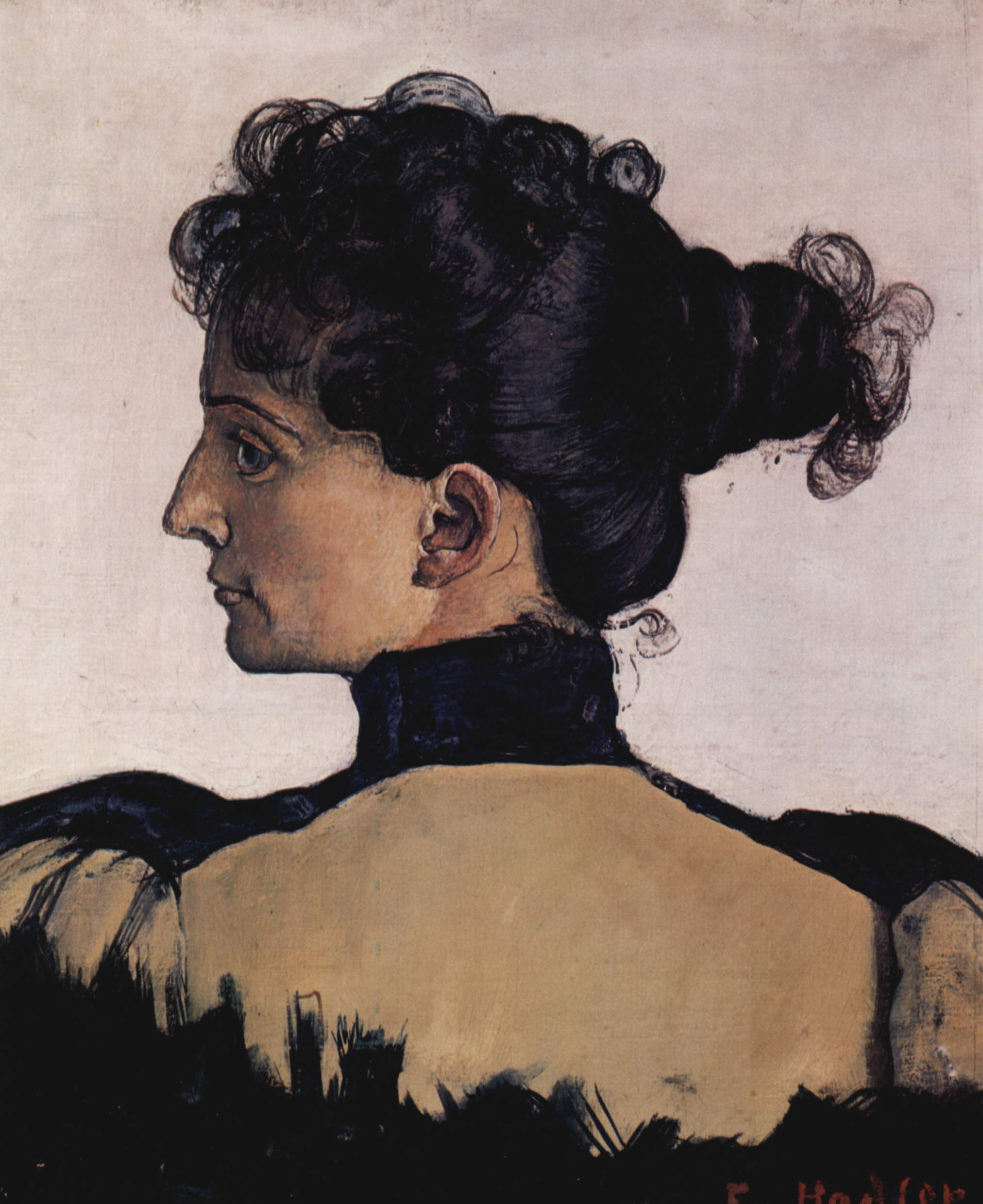
Retrato de Berthe Jacques, 1894
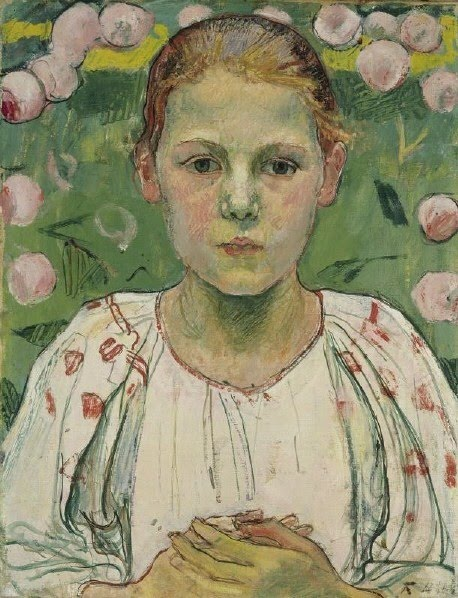
Retrato do barão Maria von Bach, 1904
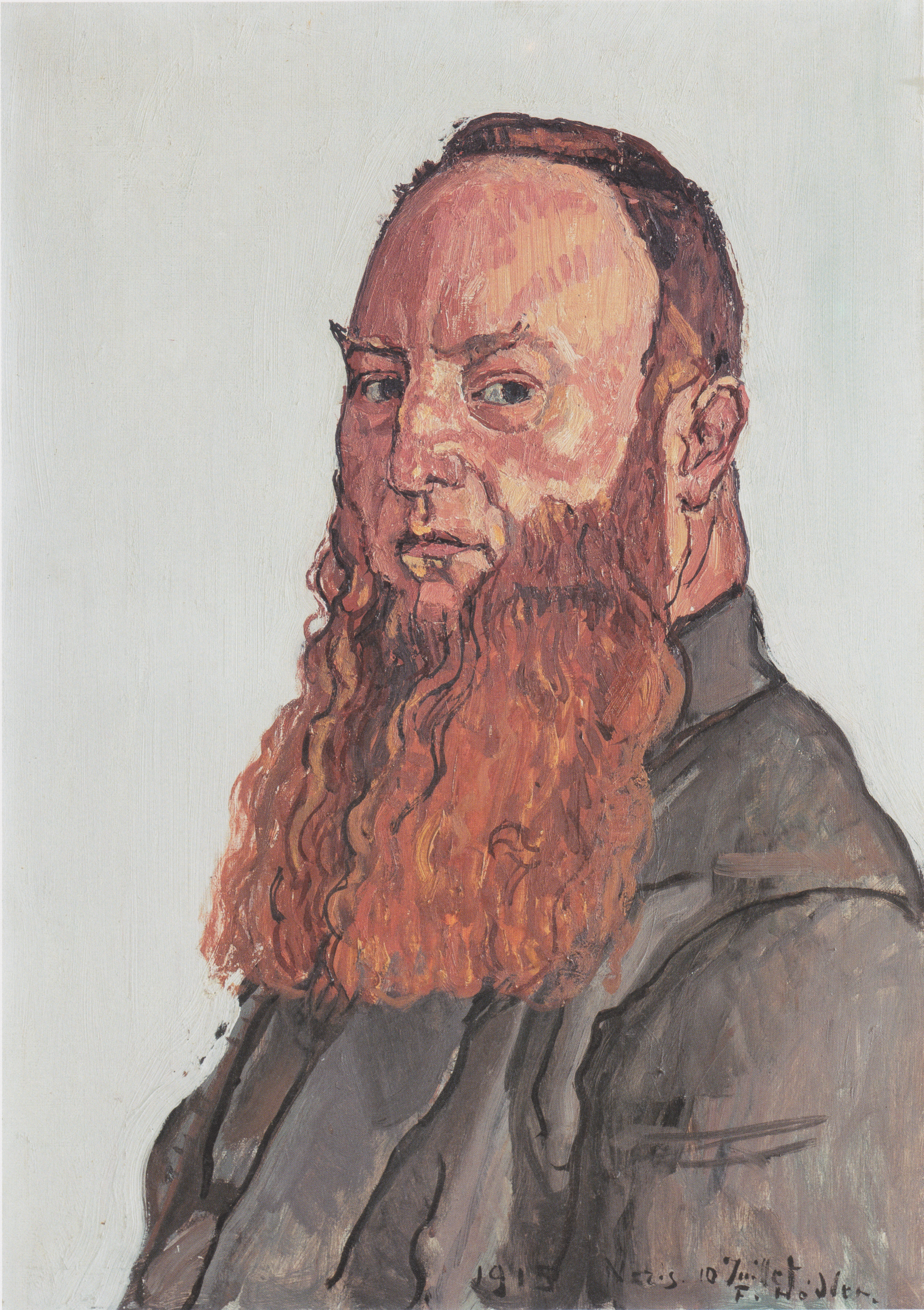
Retrato de James Vibert, 1915

Gênero e alegoria
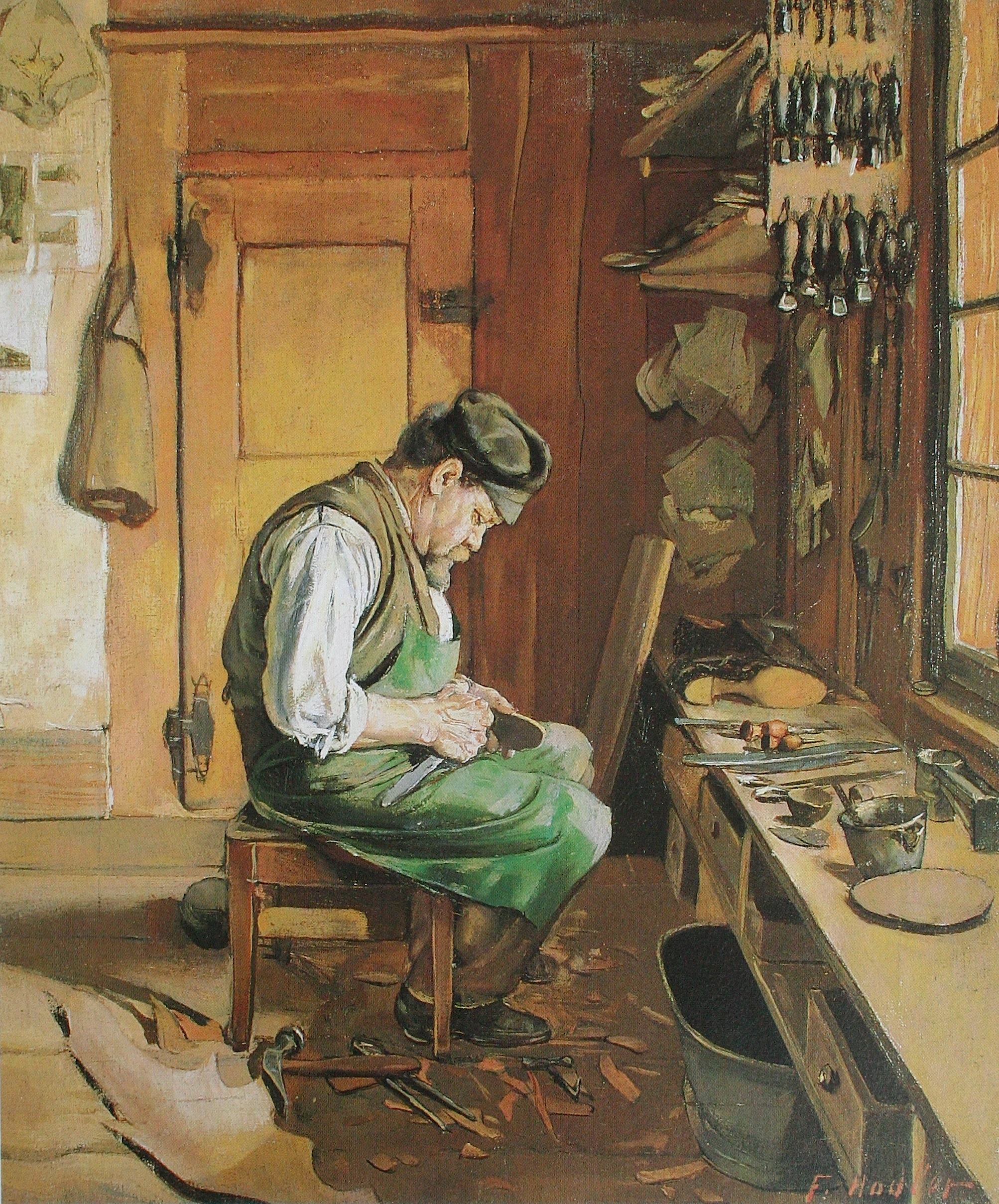
O Sapateiro, 1878
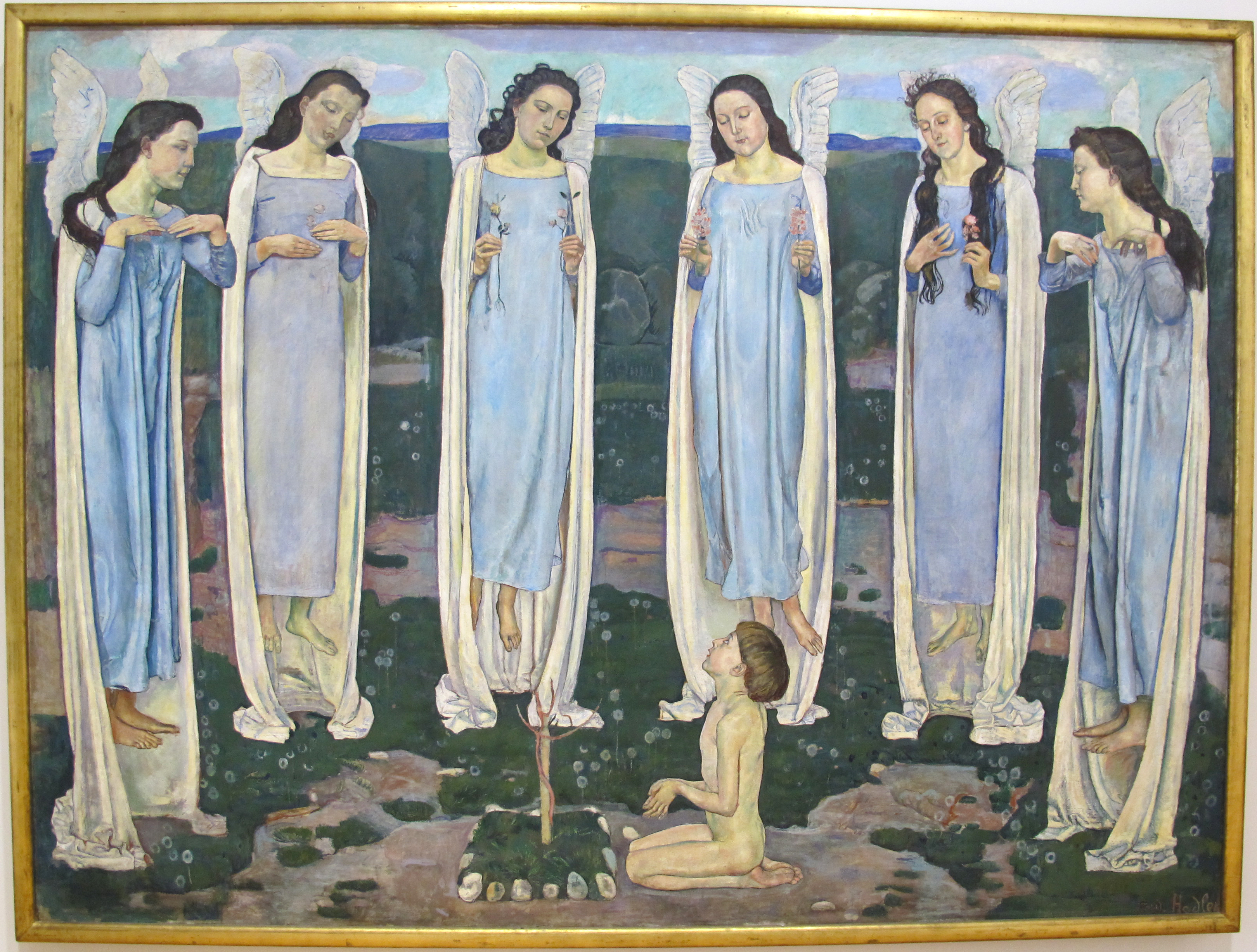
O Escolhido, 1893
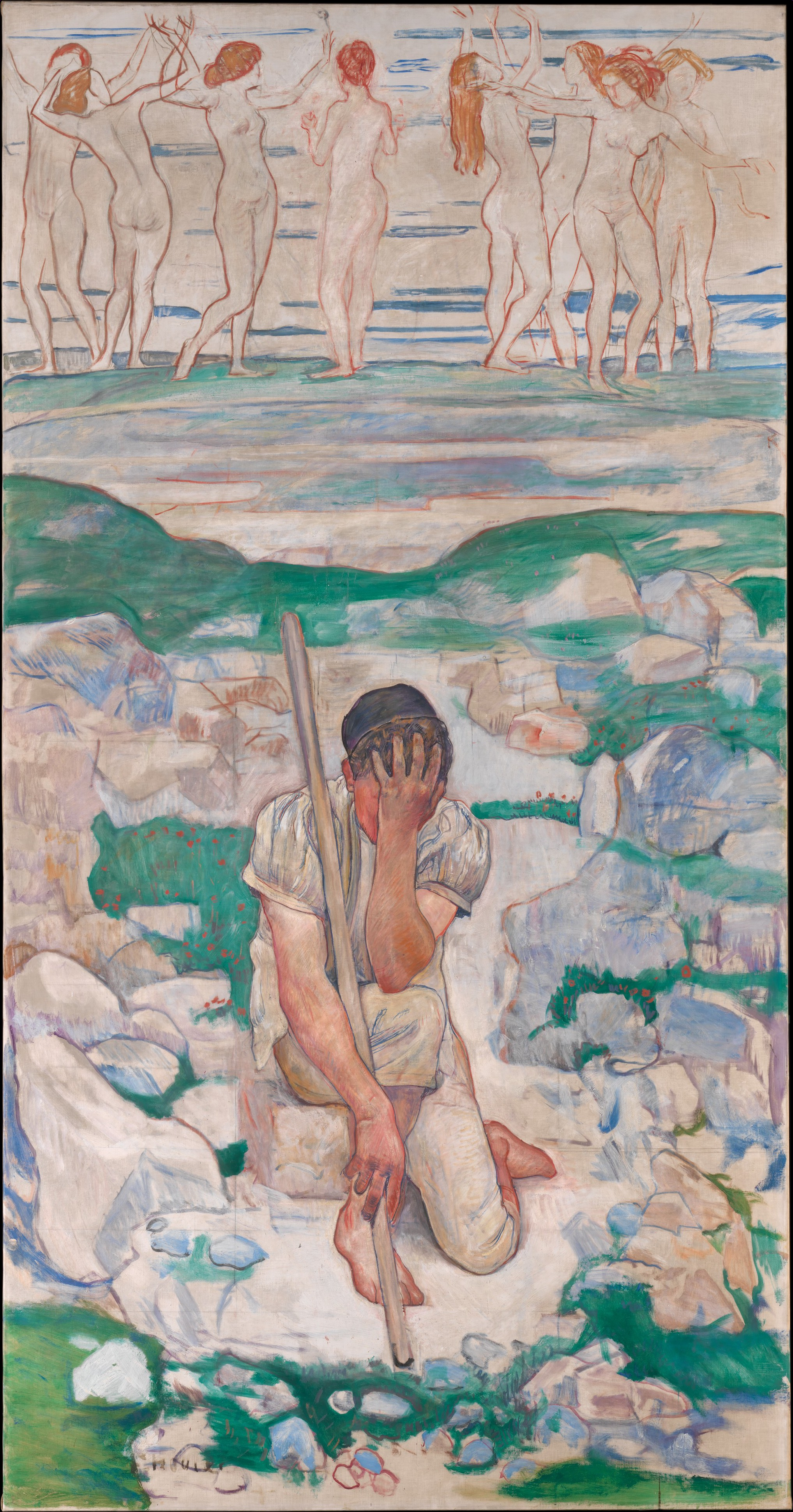
O Sonho do Pastor, 1896
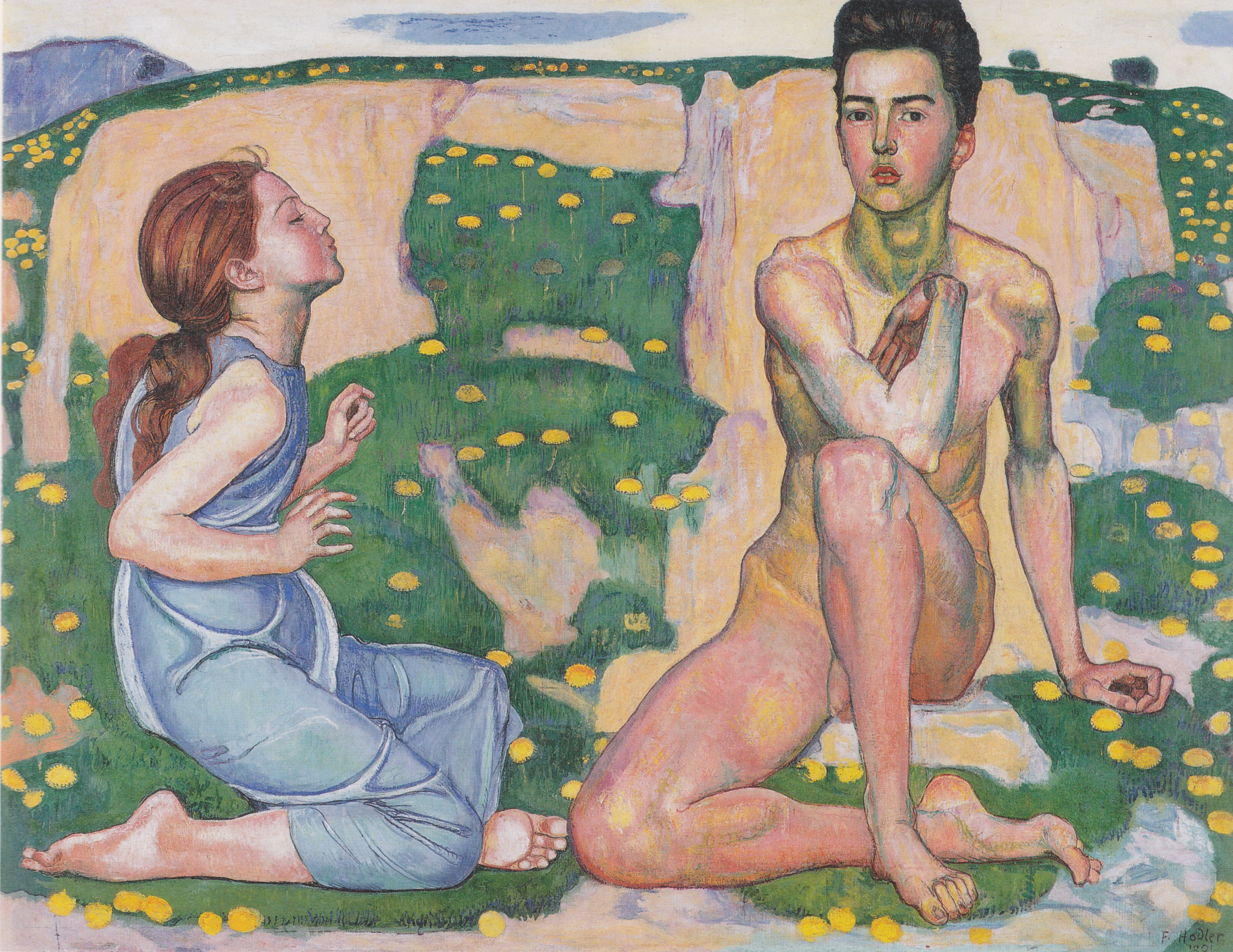
Primavera, 1901
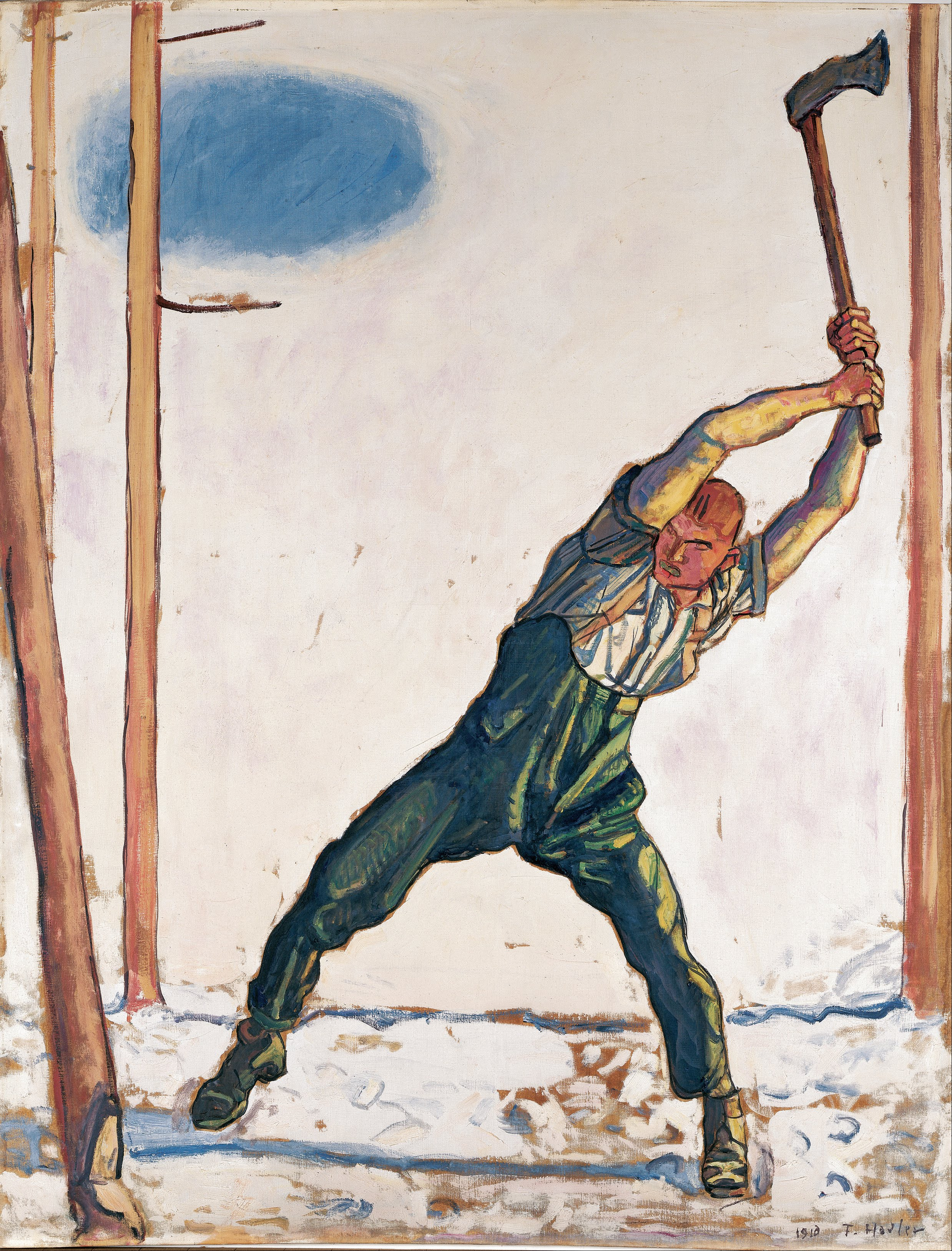
Lenhador, 1910
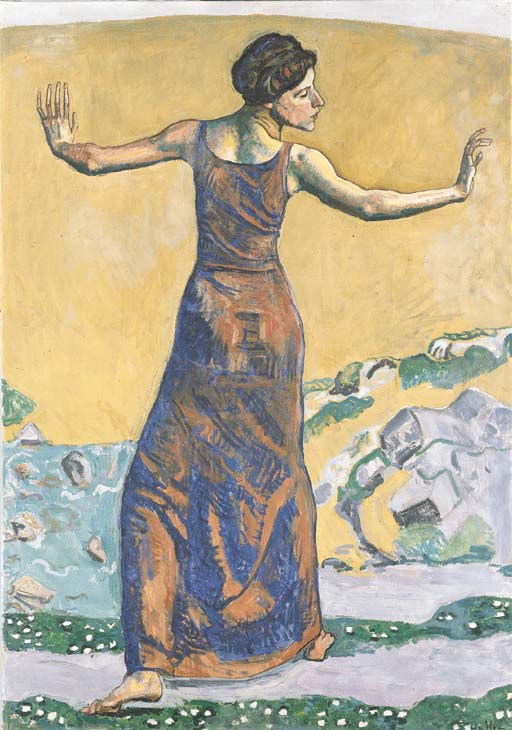
Mulher Alegre, 1911

Paisagem
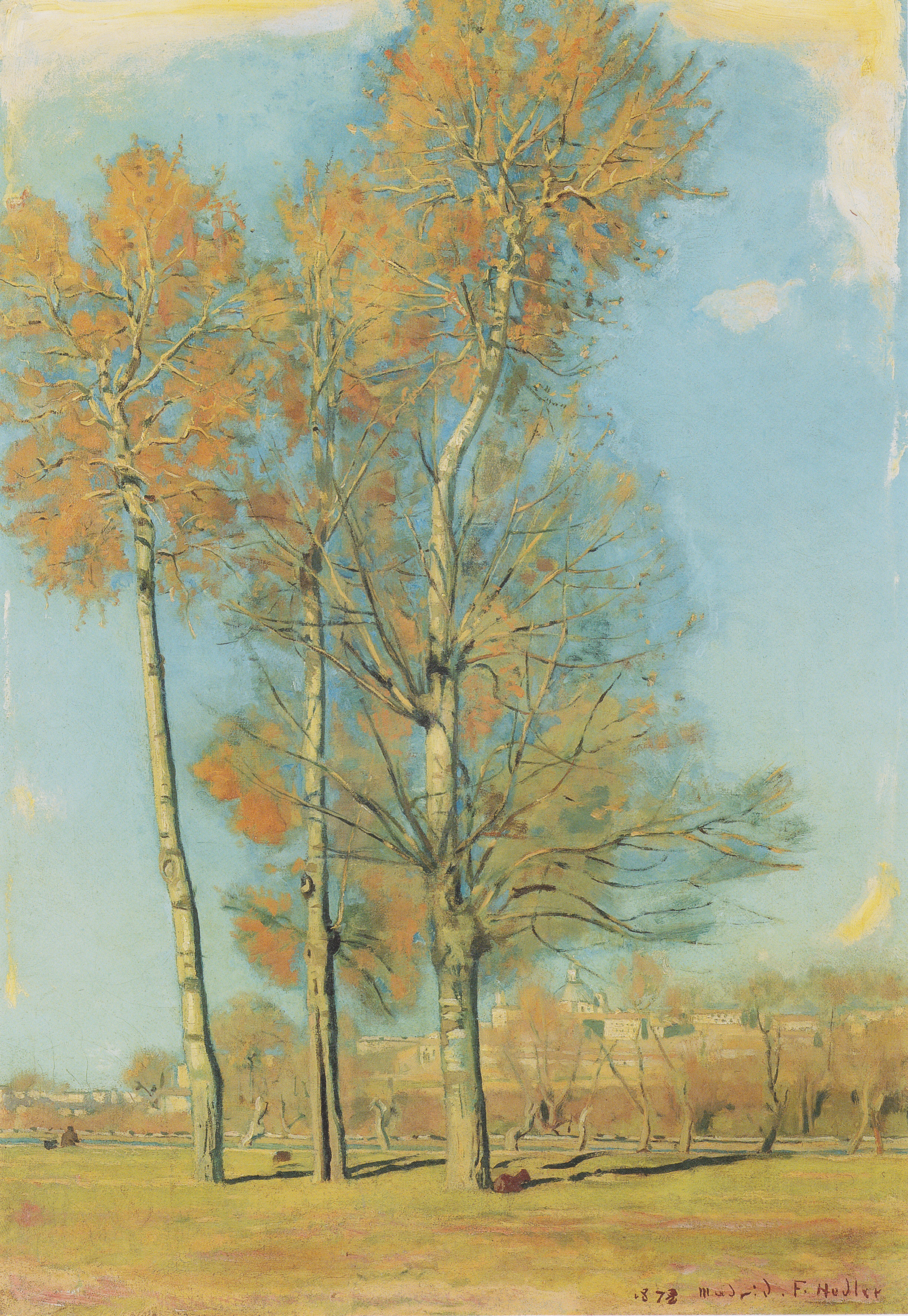
Paisagem Perto de Madrid, 1878
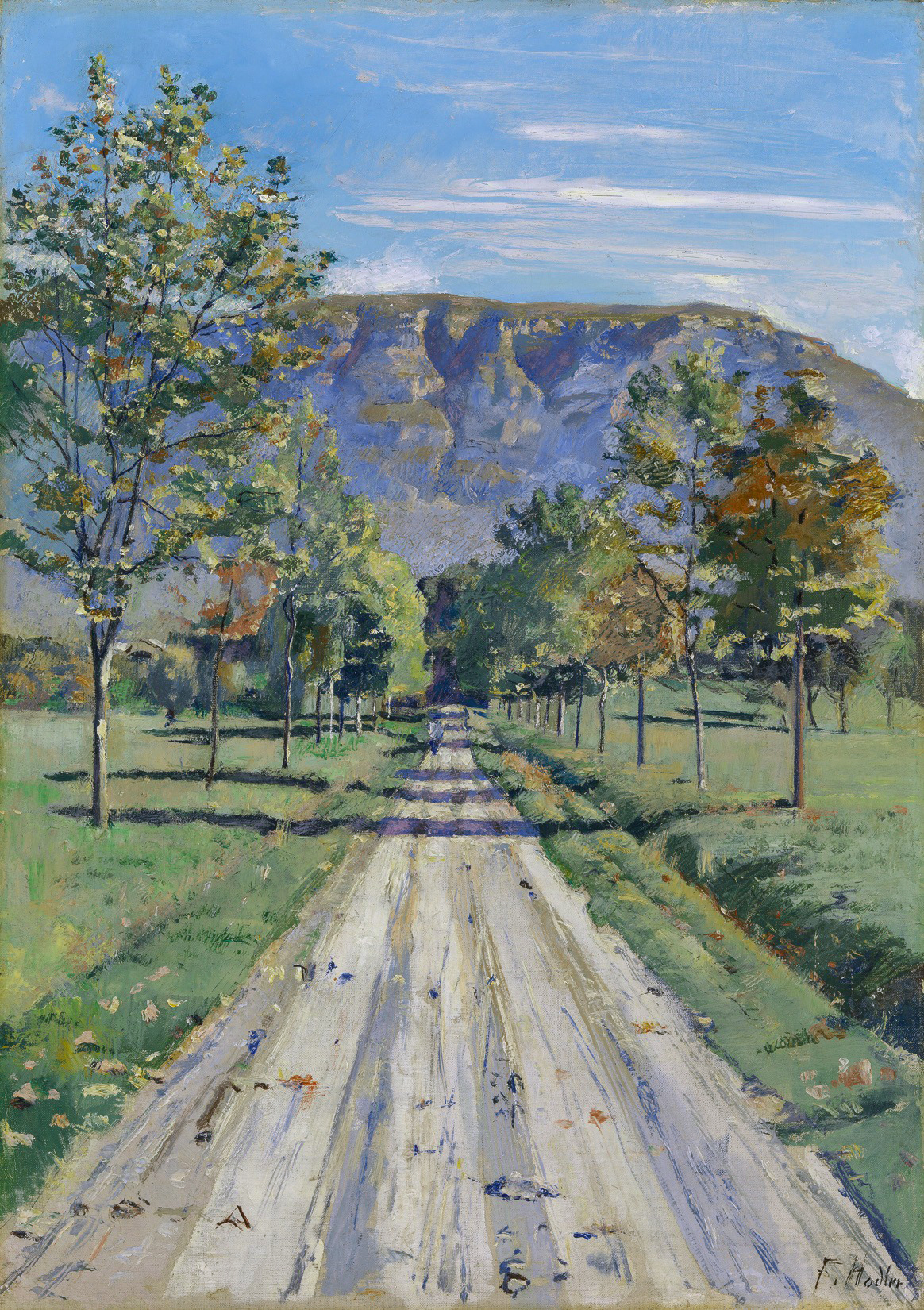
A Estrada de Évordes, c. 1890
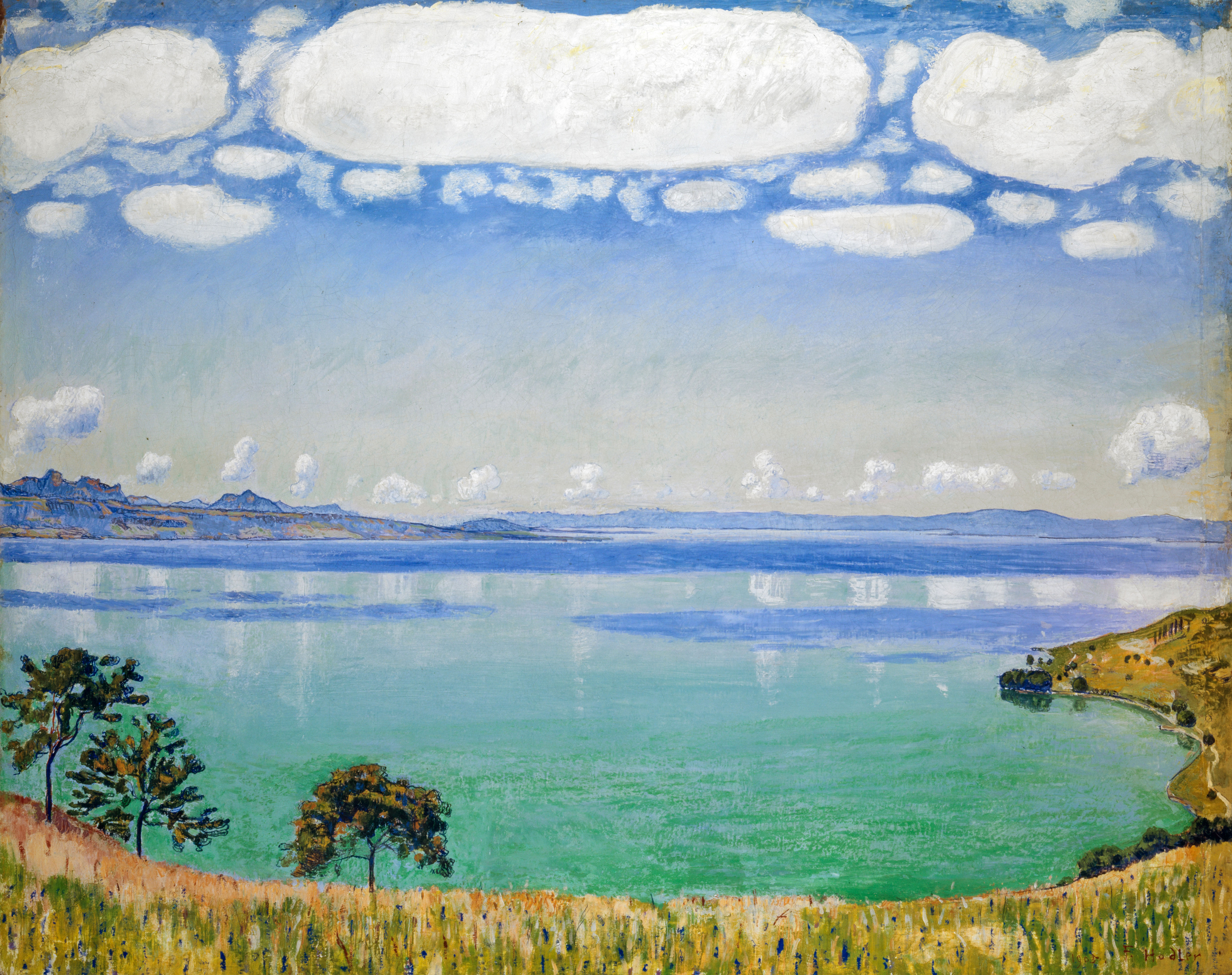
Lago de Genebra visto de Chexbres, 1905
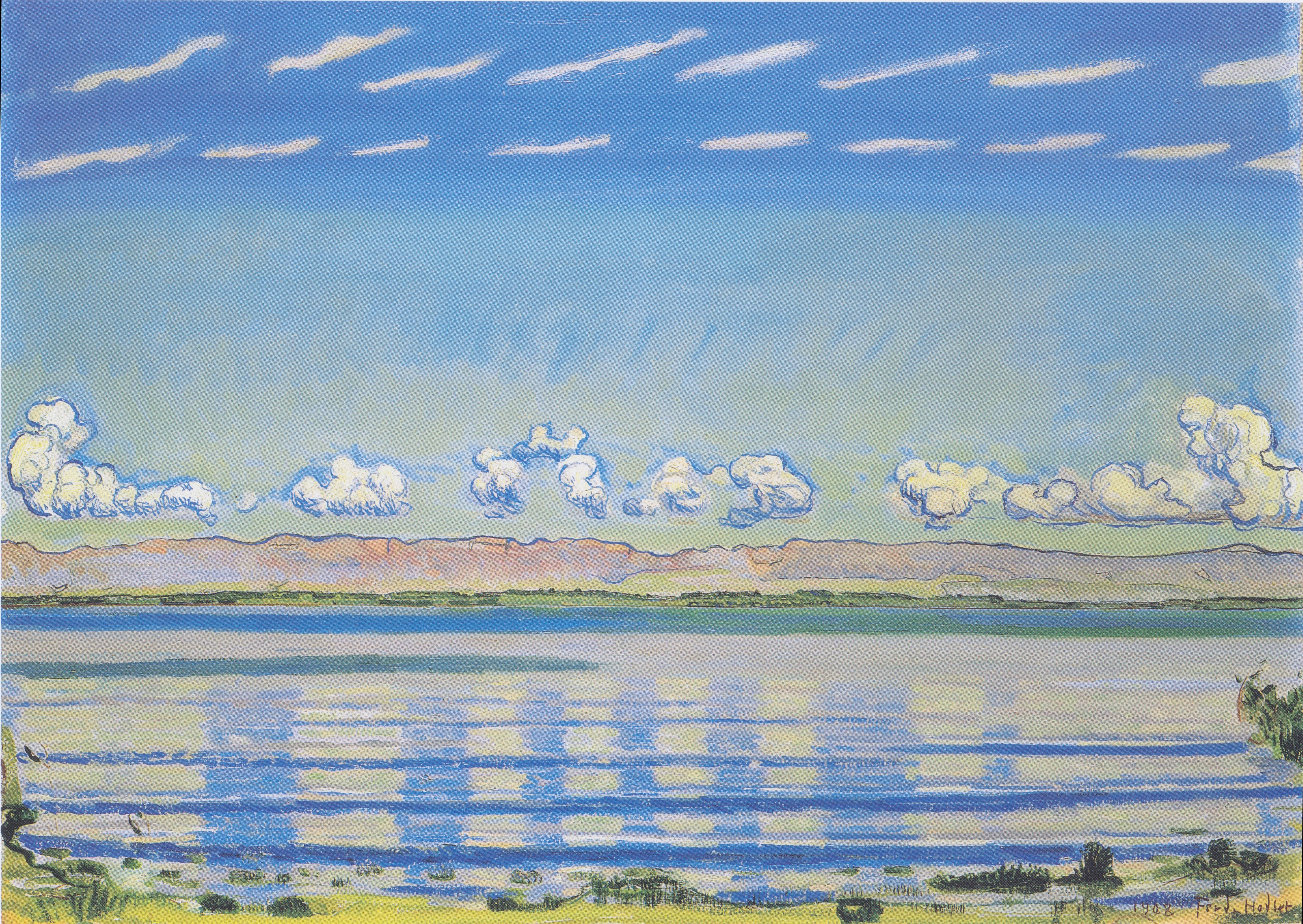
Rhythmische Landschaft am Genfersee, 1908
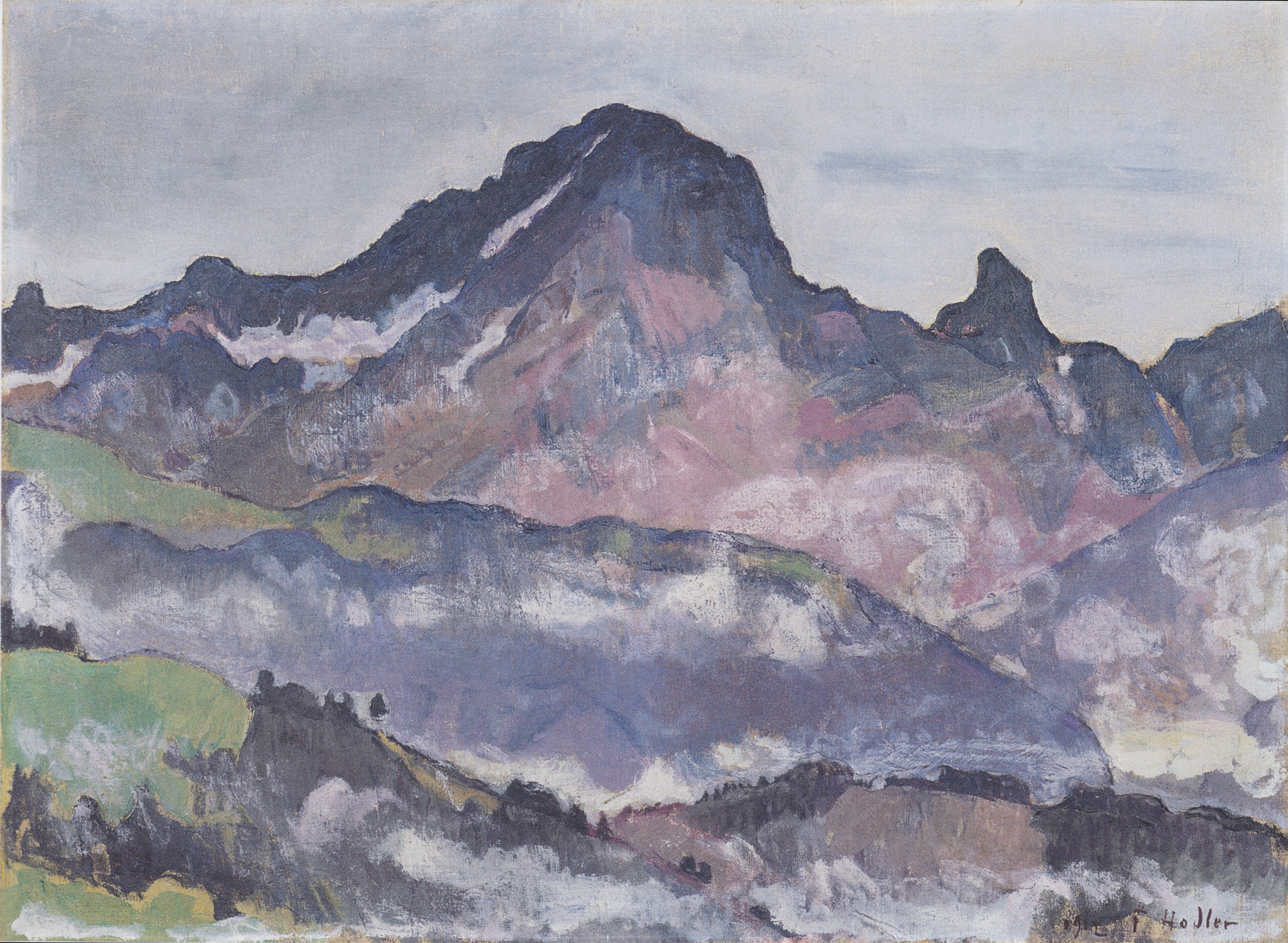
Le Grand Muveran, 1912